# Pablo Pila
Pablo Pila es un artista de Hip-Hop afincado en Torrejón de Ardoz (Madrid). Ha trabajado como DJ y como beatmaker junto a artistas y grupos como: AltoPakto, 2 Kalles (Weah Style), D-Mohl, Dnes VS, Onuoremun, Boe Focus, Duddi Wallace, Nasta y Javierpetaka entre otros. De forma paralela en (2004) y (2005) respectivamente saca al mercado dos volúmenes conocidos como "Robin Thug" en formato vinilo especial para "DJ's" con instrumentales y efectos de sonido. En su faceta como DJ ha girado por toda España participando en directos, festivales y sesiones de club junto a otros artistas rotando por todo Madrid y el resto de la península. Actualmente se encuentra trabajando en activo como DJ para artistas como Duddi Wallace, Nasta y Javierpetaka, y participando musicalmente con otros artistas en su faceta como productor.

## Discografía
- "Diamante en Bruto" (LP) (Lam Records, marzo de 2004)
- "Funkatomic" (LP) (Zero Records, octubre de 2005)
- "Robin Thug Vol 1" (Vinilo) (Zero Records, diciembre de 2004)
- "Robin Thug Vol 2" (Vinilo) (Zero Records, febrero de 2005)
- "On the cuttz" (Free Album) (Robin Thug, junio de 2010)
- "Black Label" (Free Album) (Robin Thug, junio de 2012)
- "Electromakarra" (Minitape) (Entik Records, enero de 2013)
- "Attitude" (LP) (Robin Thug, enero de 2014)
- "Fuera del juego" (LP) (Robin Thug, enero de 2014)
- "Fuera del juego INSTRUMENTALES" (LP) (Robin Thug, enero de 2014)

## Colaboraciones
- Bako "Gasta suela" (2004)
- VV.AA. "Un año de reflexión" (2004)
- VV.AA. "Esencia HipHop 2" (2004)
- VV.AA. "Tiempo de Kambio" (2006)
- VV.AA. "HipHop Nueva escuela 2" (2005)
- VV.AA. "Viña Rap 2005" (2005)
- VV.AA. "Hispano All Scratch" (2006)
- Primer Dan "Madrid Criminal" (2008)
- Costello "La joya de la corona" (2008)
- Boe Focus "Lasting" (2009)
- Dnes VS "Beetwn Life N Death" (2009)
- Duddy Wallace "Huracán Wallace" (2009)
- Rock or die boyz "The Dope" (2010)
- Akto "Back 2 the future" (2010)
- Abram "Intenso" (2010)
- Costello & Dj Phet "Phetralla" (2011)
- Duddi Wallace "Pull Up" (2011)
- Toscano "No promo 2" (2011)
- Santa Morte "Infinito" (2011)
- Javievpetaka "Black Label" (2012)
- RSN "Redención" (2012)
- Ehan "Empty" (2012)
- Onuoremun "2B or no 2B (Ser o no ser)" (2012)
- Baboon & Ceerre "Re Out" (2012)
- Genuino "God don't bless" (2013)
- Nasta "Los tiempos eternos" (2013)
- SHN "Vital" (2013)
- Javierpetaka "Attitude (Mx's)" (2013)
- Nasta "Guetto Quorum" (2013)
- Faster "Ciclotimia" (2013)
- Side "Los ojos del vampiro" (2013)
- Lawer "Estricto" (2013)
- La clave urbana "Orgullo" (2013)
- Nasta "Para ti" (2013)
- Malputo Dest "Bonus Tracks" (2013)
- Faster "Ciclotimia Remixes" (2014)
- Genuino "Street jerga" (2014)
- Genuino & Inze Brashier "Sin Fe, Parte II" (2014)
- Alan B'Rush "Fresstyle X" (2014)